# Mega Man
Mega Man (ロックマン, Rokkuman, Rockman no Japão) é uma franquia de jogos eletrônicos de plataforma criada pela Capcom, estrelado pelo personagem homônimo Mega Man, bem como seus vários homólogos. A série é bem conhecida, tendo mais de cinquenta versões lançadas, o que a torna a série mais produtiva da Capcom. A franquia teve início em 1987 com o primeiro Mega Man, jogo que foi lançado para o Nintendo Entertainment System (NES). Este jogo e suas sequências compõem a série original de jogos, mas foram criadas várias subséries spin-offs que se passam no mesmo universo fictício.
Seu co-criador, Keiji Inafune, teve como inspiração para a criação do herói o Astro Boy. Além disso, o Mega Man iria ser originalmente branco, e não azul, para que as trocas de armas se destacassem melhor. A mudança se deu porque quanto mais fraca fosse a cor do personagem menos ele apareceria na tela, trocaram para o azul, pois possuía mais tons diferentes na paleta de 54 cores do NES.

## Visão geral
A série clássica consiste em 11 jogos principais (tecnicamente 12 com Mega Man & Bass), seguido também por pseudo-ports no Game Boy. A série clássica é considerada a origem da história, onde Mega Man é a primeira parte, seguido de suas onze sequências diretas.
Mesmo antes de sua história chegar ao fim, a história da série avança para Mega Man X, e logo depois Mega Man Zero, Mega Man ZX e Mega Man Legends. Já foi confirmado que a série Legends é a última cronologicamente, se passando muito tempo depois da série ZX, mas não se sabe ao certo quanto tempo. A série Battle Network existe em um universo paralelo (onde a tecnologia de rede floresceu, ao invés da robótica), e a série Star Force é sua sequência.
O livro Rockman Perfect Memories descreve claramente a ordem cronológica das séries clássica, X e Legends, citando também as séries Zero e Battle Network que eram novas. Mesmo que não tenham descrito no livro sobre as séries ZX e Star Force, a Capcom deixou bem claro a época em que os jogos se passam.

## História completa
Na série, dois gênios da robótica, Dr. Albert Wily e Dr. Thomas Light, criam uma nova geração de robôs superior a quaisquer outros já criados (Robot Masters). Então, Dr. Wily, ex-sócio de Dr. Light (criador de Mega Man), vendo o incrível potencial dos robôs, começa a imaginar que, com eles sob seu comando, poderia ter um enorme poder nas mãos. Ao compartilhar seus planos de domínio com Dr. Light e ter retorno negativo, rouba seu projeto inicial, Proto Man (Blues, no original japonês), para servi-lo, junto com outros robôs.
Dr. Light, então, cria Rock, um robô ajudante de laboratório e Roll, uma ajudante doméstica. Quando Dr. Wily resolve usar os robôs para cometer terrorismo e conquistar o mundo, Rock não entende por que seus irmãos estariam cometendo tais barbaridades e pede para Dr. Light torná-lo num robô de batalha para deter Dr. Wily. Surge então Mega Man, o robô azul que sempre estraga os planos malignos de Dr. Wily, o concorrente direto do Dr. Light.
Os dois primeiros parágrafos são um resumo das histórias de cada jogo da série clássica, somente lançados para o console NES (Mega Man a Mega Man 6).
Algum tempo depois, Dr. Light cria um novo robô chamado X. X era o primeiro robô projetado para ser imune a qualquer tipo de corrupção por vírus e para ter total livre arbítrio, o que o tornava o primeiro robô a não ser necessariamente limitado pelas três leis da robótica. Ciente do potencial risco à humanidade que um robô tão avançado poderia trazer, Dr. Light sela X em uma cápsula, onde os seus sistemas seriam testados por trinta anos, para assegurar que X pudesse discernir o certo do errado e corrigir potenciais falhas em sua inteligência artificial. X, no entanto, é encontrado em sua cápsula por Dr. Cain setenta anos além do tempo planejado por Dr. Light. Ao encontrá-lo, Dr. Cain descreveu seu achado como um "salto quântico acima de tudo que o mundo já tenha visto". Dr. Cain passa então a produzir uma nova geração de robôs com livre arbítrio, com base no design de X. Tais robôs viriam a ser chamados de Reploids (junção de "replica" + "android").  Alguns Reploids, no entanto, revoltaram-se contra a humanidade, e foram chamados de Mavericks. Cabe a X e aos Caçadores de Mavericks (Maverick Hunters) parar essa ameaça. O novo vilão da série é Sigma.
Em Mega Man Zero, o jogo muda: X (o original) está desaparecido e sua cópia perfeita controla uma cidade onde a paz é mantida à força. Ciel, a líder dos rebeldes, lidera uma expedição para encontrar o Reploid Lendário, Zero. Encontrado em estado de animação suspensa, Zero é trazido de volta à vida por Ciel e logo em seguida une-se a ela e à Resistência contra o Copy X. Zero também se depara com os 4 guardiões de Neo Arcadia: Harpuia, Leviathan, Fefnir e Phantom.

## Séries

### Mega Man Clássico
Dr. Light e Dr. Wily eram colegas de trabalho que estudaram e se formaram no Instituto Robô de Tecnologia. Juntos, produziram vários robôs destinados a auxiliar a humanidade em diversas tarefas. Também produziram Proto Man, o primeiro robô humanoide com uma inteligência artificial mais avançada, tornando-o capaz de raciocinar e tomar decisões independente de seus criadores humanos. Proto Man seria conhecido como o primeiro Robot Master, uma série de robôs avançados baseados no seu design inovador. No entanto, Proto Man foge do laboratório de seus criadores e é tido como desaparecido até a sua volta no terceiro jogo da série. É neste ponto também que Dr. Wily abandona o laboratório, atribuindo seu ressentimento ao fato de que Dr. Light recebeu todo o crédito e admiração pelos projetos que produziram juntos. Aprendendo com os erros cometidos na produção de Proto Man, Dr. Light cria Rock e Roll, dois Robot Masters projetados para auxiliarem em seus afazeres domésticos e no laboratório, e logo em seguida cria seis Robot Masters industriais voltados à realização de serviços considerados perigosos à humanidade. Dr. Wily captura tais robôs e os modifica para utilizarem os mesmos em seus planos de dominação global, motivados pela inveja que sente por Dr. Light. Rock, presenciando o mal e a destruição causados por Dr. Wily, se voluntariou para ser modificado para um robô de combate, com o intuito de pôr um fim aos planos malignos de Dr. Wily. Dr. Light realiza então as modificações necessárias, instalando em Rock o seu característico Mega Buster e a sua armadura, transformando-o finalmente em Mega Man.

### Mega Man Battle Network
Lan Hikari (Hikari Netto no original) é um operador de um tipo de programa de computador com Inteligência Artificial muito avançada e capaz de sentir emoções, os NetNavis. O seu NetNavi é o MegaMan.EXE (Rockman.EXE no original), um NetNavi personalizado criado especialmente para ele por seu pai Yuichiro Hikari. Logo no começo já se sabe quem são os inimigos, uma organização chamada de World_Three (WWW), cujo objetivo verdadeiro é destruir o mundo criado pelo avô de Lan, a Internet, e tem como líder Dr. Wily.
Durante a aventura Lan descobre diversas coisas sobre sua família, incluindo a verdadeira origem de Megaman.EXE, que é na verdade uma cópia genética computadorizada de Hub (Saito no original), o irmão gêmeo de Lan que morreu pouco tempo depois de nascer.

### Mega Man Star Force
Continuação de Mega Man Battle Network, se passando 200 anos após o sexto e último jogo da série anterior. Dois planetas distantes estavam em guerra: Planeta AM e Planeta FM, o Planeta FM atacou o Planeta AM ao pensar que ele planejava atacá-lo e dominá-lo, o planeta AM é destruído e vários de seus habitantes mortos, embora vários tenham conseguido fugir para outros planetas. Um desses sobreviventes, War-Rock (Omega-Xis aka Mega) passou a viver no Planeta FM. A Terra descobriu a existência do Planeta FM e tentou formar uma aliança pacífica, o Planeta FM entendeu a tentativa de aliança como uma invasão, atacando e destruindo a estação espacial que tentava realizar a aliança: Hope (Esperança), War-Rock simpatiza com um dos membros da tripulação de Hope: Daigo Hoshikawa (Kelvin Stelar), virando amigo dele, e transformando a ele e todos da estação em formas de vida eletromagnéticas. A partir de então War-Rock é tido como traidor, ele rouba a Chave de Andrômeda, uma espécie de controle-remoto da arma de destruição do Planeta FM: Andrômeda (que na verdade é um robô). War-Rock segue para a Terra, sendo chamado por três vozes misteriosas, que na verdade são os três seres mais fortes do Planeta AM que fugiram para a Terra: Pegasus Magic, Leo Kingdom e Dragon Sky. Vários guerreiros do Planeta FM rumam a Terra, para conseguir a Chave de Andrômeda e para terminar o que começaram na estação espacial Hope: destruir a Terra e todos os seus habitantes. Quando os seres AM vieram para a Terra, influenciaram os humanos a construir três satélites: Pegasus, Leo e Dragon, onde os seres AM residem, ajudando a Terra a se desenvolver através da energia eletromagnética. War-Rock conhece Subaru Hoshikawa (Geo Stelar), o filho de Daigo que se fechou ao mundo depois da aparente morte do pai. Os outros guerreiros seguem War-Rock até a Terra, mas eles não possuem o mesmo poder que possuíam no Planeta FM, obrigando-os a se fundir com humanos cujas ondas cerebrais sejam compatíveis. Assim, War-Rock, com a desculpa de contar a Subaru sobre o que aconteceu com o seu pai, funde-se com ele para se tornar Mega Man, vencendo assim os alienígenas FM:
- Ox (Taurus)
- Cygnus
- Harp (Lyra)
- Libra
- Ophiucus (Ophiuca)
- Gemini

Com o passar do tempo, Subaru começa a se abrir, voltar a ir à escola e até faz amigos, mas a alegria dura pouco, a Chave de Andrômeda é roubada e o rei do Planeta FM, Cepheus, manda Andrômeda destruir a Terra. Mega Man detem Andrômeda e é revelado que foi Gemini quem fez a cabeça do rei tanto na guerra contra o Planeta AM quanto no ataque à Terra. Assim, Cepheus se desculpa e cessa o ataque.

### Mega Man Star Force 2
Continuação de Mega Man Star Force onde aparecem seres chamados UMAs que também podem se fundir a humanos formando novos seres EM. Surge um novo rival para Geo Stelar, Subaru Hoshikawa; Solo, um ser que odeia humanos; e Link Power, que pode se transformar utilizando os poderes do continente flutuante de Mu (citação necessária). Personagens principais:
- Ox (Taurus)
- Ox Fire (Taurus Fire)
- Black Phantom (Dark Phantom)
- Yeti Blizzard
- Plesio Surf
- Condor Geograph (Terra Condor)
- Solo
- Burai (Rogue)
- Lady Vega (Dr. Vega)
- Empty (Hollow)
- General Auriga
- Apollo Flame

## Jogos (Mega Man Clássico)
Nota: Os jogos desta lista são os jogos originais da série e que percorrem a linha do tempo a continuação de outro jogo.

### Mega Man / Mega Man Powered Up
No início, Dr. Thomas Light e Dr. Albert Wily eram amigos e criaram os robôs: Guts Man, Cut Man, Elec Man, Ice Man, Bomb Man e Fire Man (e mais Oil Man e Time Man na versão Mega Man: Powered Up, para PSP) como projetos. O objetivo de Dr. Wily e Dr. Light era desenvolver robôs para ajudar os humanos em trabalhos domésticos. Quando o mundo reconheceu o trabalho, apenas Dr. Light recebeu crédito. Dr. Wily então se decepcionou com a humanidade e resolveu usar os robôs para o mal, roubando o projeto (Proto Man/Blues) e os 6 robôs (8 em Mega Man Powered Up).
Essa, no entanto, é a versão americana da história. Na versão japonesa Dr. Light e Dr. Wily nunca trabalharam juntos, e Rock e Roll já estavam prontos no momento em que os outros Robot Masters foram roubados.

### Mega Man: Dr. Wily´s Revenge
Mega Man: Dr. Wily's Revenge (Rockman World, como é conhecido no Japão), é um jogo eletrônico lançado em 1991 para Game Boy, e tem as mesmas características de seu antecessor cronológico Mega Man I.
Dr. Wily quer vingança pela derrota sofrida em Mega Man I, por isso, o cientista reutiliza quatro antigos Robot Masters: Elec Man, Cut Man, Ice Man e Fire Man. Porém de novo, o robô protagonista derrota os quatro Robot Masters, e invade a fortaleza de Dr. Wily. O que Mega Man não contava, é que mais 4 Robot Masters (Heat Man, Bubble Man, Flash Man e Quick Man) estavam guardando a fortaleza. Depois Mega Man se depara com Enker, o primeiro Mega Man Killer da história. Enker podia refletir os tiros do Power Buster de Mega Man, com a sua arma, o Mirror Buster. Mas Mega Man consegue vencer a briga, e depois vai ao encontro de Dr. Wily. De novo o robozinho azul vence a luta e Wily pede clemência e foge do castelo.

### Mega Man 2
Dr. Light criou um robô-androide chamado Mega Man, com a esperança de acabar com os planos do Dr. Wily de dominar o mundo novamente. Além de saltar e atirar, Mega Man possui a habilidade de aprender a usar as armas de seus inimigos, assim que os derrota. Dr. Wily também criava várias espécies de robôs em seu laboratório, e os espalhou em diversas regiões com o propósito de dominar o planeta Terra. Cabe a Mega Man portanto a tarefa de encontrar 8 dos principais robôs do cientista malvado, além de capturar o próprio Dr. Wily dentro de seu castelo.

### Mega Man II
Mega Man II (Rockman World 2, no Japão) é o segundo jogo da franquia Mega Man para Game Boy.
Dr. Wily planeja um novo plano para derrotar Mega Man; desta vez Wily rouba uma máquina do tempo, viaja 37 anos no futuro e rouba de um museu de robôs, Mega Man, que nesta época já estaria desligado.
Wily reprograma o robô, e lhe dá o nome de Quint.
Mais uma vez, Mega Man deve enfrentar outros 4 Robots Masters (Air Man, Metal Man, Crash Man e Wood Man). Depois de derrotá-los, na fortaleza de Dr. Wily, Mega Man deverá enfrentar mais 5 robôs: Needle Man, Magnet Man, Hard Man, Top Man e o próprio Quint. Depois de Quint ser derrotado, Mega Man herdará a Sakugarne. Mais tarde, Mega Man derrotará o Dr. Wily, que mais uma vez se rende.

### Mega Man 3
Com o tempo, Dr. Wily até se junta a Light para formar um projeto de paz. Porém, mais uma vez o trai, roubando os projetos e atacando com mais 8 Robot Masters: Top Man, Snake Man, Gemini Man, Needle Man, Shadow Man, Hard Man, Magnet Man e Spark Man. Dessa vez, com a ajuda do cão-robô Rush, Mega Man derrota Dr. Wily, e o castelo explode, dando como certa a morte do vilão. Após ser ajudado a fugir por um robô misterioso, Mega Man descobre que ele é o antigo protótipo do qual ele mesmo tinha sido feito, e que agora se chamava Proto Man.

### Mega Man: The Wily Wars
Mega Man: The Wily Wars, é um jogo vendido apenas para Mega Drive (Sega).
Este jogo é um remake de 16-bits dos três primeiros jogos da série: Mega Man, Mega Man 2 e Mega Man 3.
O jogo também inclui mais o jogo secreto: The Wily Tower.

### Mega Man 4
Com a suposta morte de Dr. Wily, a cidade estava em paz. É quando 8 novos Robot Masters surgem: Dive Man, Drill Man, Toad Man, Bright Man, Pharaoh Man, Ring Man, Dust Man e Skull Man, desta vez construídos por Dr. Cossack, começam um ataque à cidade. Após proteger a cidade, Mega Man vai atrás de Dr. Cossack mas é impedido por Proto Man e Kalinka, filha de Dr. Cossack. A explicação era a seguinte: Dr. Wily havia sequestrado Kalinka e obrigou Dr. Cossack a atacar a cidade. 
Após saber da traição de Proto Man, Dr. Wily foge mas é derrotado por Mega Man mais uma vez. Com a explosão do castelo, ele foge novamente.

### Mega Man
Mega Man (Game Gear) é um jogo semelhante ao enredo de Mega Man 4, porém com algumas alterações.
Desta vez, Dr. Cossack não aparece, e de início, Mega Man deve enfrentar Stone Man, Star Man, Bright Man e Napalm Man. Depois, Mega Man enfrentará mais 2 Robot Masters, Wave Man e Toad Man. Mais uma vez, Dr. Wily pede clemência a Mega Man.

### Mega Man Soccer
Mega Man Soccer (Rockman Soccer, no original), diferente dos outros jogos, não é um jogo de aventura, e sim, um jogo de futebol.
Este jogo tem algumas características de Mega Man 5, apesar de nenhum Robot Master de Mega Man 5 aparecer.
Estava um dia tranquilo na cidade. Porém, Dr. Wily e vários robôs querem dominar o futebol e o mundo e invadem o estádio. Então Dr. Light faz uma modificação nos circuitos de Mega Man, para que ele possa jogar bola. Mega Man deve impedir os planos de Dr. Wily de querer dominar o futebol e o mundo.
Os personagens do jogo são: Mega Man, Proto Man, Dust Man, Cut Man, Enker, Bomb Man, Fire Man, Wood Man, Skull Man, Ice Man, Elec Man,
Air Man, Pharaoh Man, Bubble Man, Snake Man, Needle Man, Toad Man, Flash Man, Gemini Man, Top Man e Dr. Wily (personagem secreto).

### Mega Man III
Mega Man III (Rockman World 3, no original) é um jogo que mostra Mega Man lutando contra o Dr. Wily, que foi descoberto procurando por óleo no oceano. Nesse jogo, Mega Man enfrenta um novo Mega Man Killer, Punk.

### Mega Man 5
Dr. Light é sequestrado, e tudo indica ter sido Proto Man, já que seu lenço foi deixado na cena do crime. Com a ajuda de Beat, um pássaro-robô criado por Dr. Cossack, Mega Man derrota os 8 novos Robot Masters: Wave Man, Star Man, Gravity Man, Gyro Man, Crystal Man, Napalm Man, Stone Man e Charge Man comandados por Proto Man. Ao derrotá-los, encontra-se com o próprio Proto Man que está sem o lenço. 
Durante a luta, um Proto Man com lenço aparece e ajuda Mega Man. Esse era o verdadeiro Proto Man. O outro era Dark Man, criado por Dr. Wily para se passar por Proto Man e sequestrar Dr. Light. 
Mega Man destrói Dark Man e Dr. Wily, salvando Dr. Light. Mas com o teto desabando - sim, de novo…- Dr. Wily foge. Com a ajuda de Proto Man, Mega Man e Dr. Light conseguem fugir.

### Mega Man IV
O enredo do jogo Mega Man IV (Rockman World 4, no original) mais uma vez envolve o protagonista Mega Man tentando frustrar os planos de dominação mundial do infame Dr. Wily. Em um dia aparentemente calmo em uma cidade grande, Dr. Wily aparece no céu em sua nave voadora e envia uma transmissão de rádio que faz com que todos os robôs na anual Exposição de Robot Masters se descontrolarem. Nesse jogo Mega Man enfrenta um novo Mega Man Killer, Ballade.

### Mega Man V
Na sequência vem Mega Man V (Rockman World 5, no original). Está um dia de paz na cidade. Mega Man e Roll andam pela cidade tranquilamente. Porém, um Stardroid chamado Earth, os ataca. O Mega Buster não surte efeito no Stardroid e Mega Man é facilmente derrotado.
Depois, vários Stardroids atacam o planeta. Para combater essa ameaça, Dr. Light faz então uma alteração no Mega Buster de Mega Man, e lhe presenteia com uma nova arma: Tango, um gato robótico que irá auxiliá-lo no desenrolar da história.
Mega Man deve derrotar os 4 Stardroids: Mercury, Mars, Venus e Neptune. Logo após derrotá-los, o herói azul se depara com mais 4: Jupiter, Saturn, Uranus e Pluto.
Mega Man invade a fortaleza de Dr. Wily para enfrentar Earth e Dr. Wily. Mas lá se depara com os 3 Mega Man Killers (Enker, Punk e Ballade) e Quint (sendo que este aparenta ser um clone do original), que retornaram dos jogos anteriores. Após derrotá-los, Mega Man parte para a luta contra Earth e Dr. Wily. O herói derrota os dois vilões. No entanto, Dr. Wily ativa seu último recurso, um robô alienígena adormecido chamado Sunstar, que Dr. Wily revela ter encontrado e que este era o líder dos Stardroids, que é revelado que são os robôs alienígenas que Dr. Wily encontrou em ruínas e reprogramou para obedecê-lo. Dr. Wily então ordena Sunstar a destruir Mega Man, mas surpreendentemente Sunstar revela que possuía capacidade de livre arbítrio e que iria exterminar a vida biológica da Terra e criar um mundo somente de robôs e que se recusava a obedecer a um ser humano, jogando a nave de Dr. Wily para longe. A batalha é intensa, com a vitória de Mega Man. Sunstar é derrotado e Mega Man o convida para conhecer Dr. Light que poderia convencer o robô alienígena de que os humanos e robôs podem viver juntos, porém Mega Man nota que Sunstar está passando mal e oferece ajuda ao mesmo, mas ele disse que o seu corpo estava instável, e pede para que Mega Man saia do castelo antes que este exploda. Antes de morrer, Sunstar diz que iria querer conhecer um mundo em que robôs e humanos vivam juntos.
Parece que o mundo ficará em paz de novo graças a Mega Man.

### Mega Man 6
Tempos depois, o misterioso Mr. X (Dr. Wily em um péssimo disfarce) realiza um grande torneio de luta entre Robôs. Mas tudo não passava de um plano para roubá-los e usá-los para dominação do mundo. Mega Man derrota os novos 8 Robot Masters: Tomahawk Man, Yamato Man, Knight Man, Centaur Man, Wind Man, Flame Man, Blizzard Man e Plant Man (enviados por Mr. X). Descobre-se a identidade real dele: Dr. Wily.
Como sempre Dr. Wily é derrotado, mas desta vez é preso. Na capa do jornal aparece a manchete: "Wily agora domina uma cela da prisão!"

### Rockman Complete Works
Rockman Complete Works é uma linha de remakes de videogame lançado para o PlayStation no Japão dos seis primeiros jogos da série Rockman original (Mega Man, no ocidente) pela Capcom.

### Mega Man 7
A cidade novamente estava em paz, mas Dr. Wily não ficou preso por muito tempo. Quatro de seus robôs (Freeze Man, Junk Man, Cloud Man e Burst Man), que estavam programados para se auto-ativarem, o retiram da prisão. Como esperado, Mega Man destrói os 4 Robot Masters encontrando no caminho Bass (Forte, no original). 
Bass foi criado por Dr. Wily após este ter descoberto por acidente o "Bassnium" (Fortenium, no original), a energia mais forte existente na época. Criado com essa tecnologia, aos moldes do projeto de Mega Man e contando até com um cão-robô: Treble (Gospel, no original). Sua missão era testar seu oponente e exterminá-lo. Após derrotar mais 4 Robot Masters (Shade Man, Turbo Man, Spring Man e Slash Man), Mega Man derrota Dr. Wily. Com medo de Mega Man, Dr. Wily diz: "Calma Mega Man se lembre que robôs não podem machucar os humanos."; e Mega Man diz: "Eu sou mais que um robô, morra Wily." Isso ocorre apenas na versão americana, na versão japonesa ele simplesmente fica quieto. Então o castelo começa a desabar e Dr. Wily foge com a ajuda de Bass.

### Mega Man: The Power Battle
A história do jogo é simples, o maligno Dr. Wily reconstruiu alguns dos seus Robot Masters, com a qual ele está tentando dominar o mundo, forçando os heróis para detê-lo.

### Mega Man 8
Tempos de paz, até que dois poderosos robôs batalham entre si no espaço e acabam caindo na Terra. Dr. Light envia Mega Man, que estava no meio de um duelo com seu arquirrival Bass (Forte, no original), para dar uma olhada, interrompendo a luta entre os dois. Entretanto, Dr. Wily chega antes e retira algo dos robôs. Ele envia ainda quatro robôs para atacarem a Terra: Tengu Man, Frost Man, Grenade Man, e Clown Man. Enquanto Mega Man combatia eles, Dr. Light analisava um dos robôs alienígenas: Duo.
Mega Man destrói os 4 Robot Masters e, ao voltar ao laboratório, vê Duo acordar e sair quebrando o teto. Mega Man o ataca e Proto Man tem que intervir na luta, dizendo que Duo não era um inimigo. Duo aproveita e foge. 
Mega Man chega até o laboratório de Dr. Wily que estava sendo atacado pelo outro robô alienígena. Duo salva Mega Man, destruindo o outro robô. O adversário de Dr. Light foge e envia mais 4 Robot Masters: Search Man, Astro Man, Sword Man e Aqua Man, que são vencidos por Mega Man. 
Na luta contra Dr. Wily, Mega Man fica totalmente indefeso, contudo é salvo por Duo. Após derrotar o vilão e retirar uma energia maligna de Mega Man, Duo volta ao espaço.

### Mega Man Battle & Chase
Keiji Inafune afirmou que ele sempre quis "trazer o único", vencer seus inimigos e pegar suas armas de Mega Man para um jogo de carrinho de corrida.

### Mega Man & Bass
King, um robô misterioso, aparece na cidade e começa a roubar robôs que já foram criados antes. Ele aparece junto com os robôs Dynamo Man, Cold Man, Burner Man, Ground Man, Magic Man e Pirate Man e toma para si os robôs Astro Man e Tengu Man, originários do Mega Man 8. Mega Man e Bass partem para descobrir o significado disso. Chamado no Japão de Rockman & Forte.

### Mega Man 9
O criador de Mega Man, Dr. Light, é acusado de uma rebelião robótica e Dr. Wily aparenta não ter nenhuma conexão, anunciando inclusive que precisa de doações para completar robôs por ele criado para combater os de Dr. Light. Mega Man precisa lutar para provar a inocência de seu criador, expor as reais intenções de Dr. Wily e derrotar mais 8 Robot Masters: Concrete Man, Tornado Man, Plug Man, Jewel Man, Hornet Man, Magma Man, Galaxy Man e Splash Woman.

### Mega Man 10
O enredo gira ao redor numa doença de robôs chamada "robo-enza",nome derivado de influenza (uma espécie de vírus) e que faz com que os robôs venham a agir diferente, ficando descontrolados e espalhando destruição e caos. Mega Man, junto de seu irmão Proto Man e de seu arquirrival Bass (este disponível apenas por DLC), vão descobrir a origem da Robo-Enza.

### Mega Man 11
Mega Man 11 foi anunciado no dia 4 de dezembro de 2017 durante a livestream da Capcom, e lançado no fim de 2018 nos consoles Playstation 4, Xbox One, Nintendo Switch e PC.

### Mega Man & Bass: Challenger From the Future
Mega Man & Bass: Challenger From the Future (Rockman & Forte: Mirai Kara no Chosensha, no Japão), ou Rockman & Forte 2 (às vezes), é um jogo eletrônico lançado para Wonderswan da Bandai.
Um misterioso robô chamado Mega Man Shadow ataca a cidade de Symphony City, liderando os Dimensions, com os robôs Aircon Man, Dangan Man, Clock Men, Konro Man, Compass Man e Komuso Man.
Dr. Wily manda Bass investigar o caso, e Dr. Light encarrega Mega Man.
No final, Mega Man Shadow revela o seu passado, ou melhor, futuro.

### Mega Man: The Power Fighters
É um desastre: o laboratório do Dr. Light foi atacado por Dr. Wily, que roubou algumas partes cruciais para robôs. E, se não fosse ruim o suficiente, ele tomou como refém Roll. Mega Man e Proto Man irão resgatar sua irmã mais nova e deter Dr. Wily. Eles se encontram com Duo, o grande robô alienígena, que está disposto a ajudar, e veio a Terra destruir o que ainda resta de Energia Maligna guardada por Dr. Wily. E Bass, ainda irritado que Dr. Wily reviveu mais Robot Masters (que ele considera inferiores a ele), mais uma vez fica do lado do bem para destruir os inimigos e provar para Dr. Wily que ele é seu robô mais poderoso.
Como em Mega Man: The Power Battle, cada personagem tem um epílogo quando o jogador fecha o jogo. No entanto, em The Power Fighters, os epílogos são mais detalhados e têm mais a ver com passados e futuros jogos de Mega Man, fornecendo explicações vagas sobre personagens e Cánon, notadamente a Energia Maligna de Mega Man 8 e como o Dr. Wily criou Zero, sua maior criação.

### Período Pré-Megaman X
Depois de Mega Man 2: The Power Fighters, Zero é criado por Dr. Wily.
Mega Man X é criado, ficando sob análise automática durante no mínimo 30 anos, por ter um sistema que pode se tornar instável - seu livre arbítrio.
Durante esse período mínimo não se sabe ao certo o que acontece, entretanto, Mega Man (original) e Bass, desaparecem junto com Proto Man, que se sabia que tinha um defeito em seu gerador de energia. X continua em sua cápsula até despertar no século seguinte (XXII). Também não se sabe o que aconteceu com Dr. Light e com Dr. Wily e nem como Zero foi despertado. De acordo com Keiji Inafune, criador da série Mega Man, Zero jamais foi ativado durante a série clássica e que nunca chegou a lutar ou mesmo conhecer o Mega Man original e outros personagens da série, principalmente porque a série clássica é voltada para o público infantil (o que derruba a teoria de que Dr. Wily usou Zero para destruir Mega Man e outros personagens da série clássica) diferente das séries X e Zero que são mais voltadas ao público juvenil-adulto. Outra revelação é que o Vírus Maverick possui conexões com a Energia Maligna de Mega Man 8 e com a Roboenza de Mega Man 10.  Existem rumores de que tudo seria o efeito de um paradoxo - Evento Temporal do Dr. Light.

## Jogos (série Mega Man X)
A série Mega Man X está atualmente dividida em 11 jogos (excluindo Mega Man X Collection e Mega Man X Legacy Collection 1+2 que são coletâneas e Maverick Hunter X que é remake).

### Mega Man X
Já em 21XX, Dr. Cain, um cientista botânico, encontra a cápsula de X durante uma escavação e o re-ativa. Numa tentativa de copiar X, Dr. Cain cria os Reploids, depois de 3 meses, e se torna um sucesso. Mais 4 meses se passam e começam a ocorrer atividades dos Mavericks, que nada mais são que Reploids que, por seu livre arbítrio, resolvem enfrentar a humanidade julgando-a como inferior.
A origem real dessa rebelião já é conhecida: a falta de análise nos Reploids; X foi o único que teve seus ideais criados sempre a favor da humanidade.
Para dominar a ameaça Maverick, foram criados os Maverick Hunters (Irregular Hunters, no original japonês), que eram liderados por um Reploid possuidor dos melhores chips neurais da época e que, assim, não se rebelaria. Seu nome é Sigma.
Zero no início era extremamente violento e forte. Ele sozinho destruiu um batalhão inteiro de 900 Maverick Hunters (comandados por Gamma). 
Para evitar mais perdas, Sigma foi pessoalmente lutar contra Zero, depois deste ter destruído seu exército.
Ele quase perde, contudo, por sorte, Zero teve um defeito no meio da luta (seu cristal começou a brilhar e um W apareceu neste) baixando a guarda para Sigma que se aproveitou da chance para destruir o cristal de Zero com um soco, vencendo a luta. O vírus na verdade afeta uma sub-rotina do programa moral de X dos Reploids, chamado de "circuito de sofrimento". Porém com o X, que foi equipado por Dr. Light por programas antivírus extremamente avançados além dos 30 anos de testes e análises, fez com que ele abdicasse a violência. Funcionou bem para o X, mas quando Dr. Cain criou os Reploids, seus circuitos não aguentaram e fez com que ao invés de abdicarem a violência, eles ficassem violentos.
Como a tecnologia do X e do Zero são muito semelhantes, o circuito de sofrimento ajudou o Zero a se reformar, enquanto Sigma absorvia o vírus por causa do contato com o cristal de Zero.
Zero foi consertado por Dr. Cain e teve sua memória apagada, provavelmente pelo soco, embora ainda houvesse borrões de memória em sua mente. Ele é recrutado para os Maverick Hunters e passa a lutar ao lado de Sigma, enquanto este ainda não demonstrava sinais de rebeldia.
Ao perceber que os Reploids são superiores à raça humana, Sigma reúne vários Maverick Hunters para se tornarem Mavericks e, supostamente, destrói a Base dos Hunters com uma chuva de mísseis. X tenta deter Sigma mas é impedido por Vile (Vava, no original japonês), um ex-Maverick Hunter que teve problemas em seu cérebro e foi desativado, mas que agora trabalhava para Sigma. Vile quase destrói X, mas ele é salvo por Zero, que convence X a continuar lutando. Para acabar com os planos de Sigma, X parte em direção a base de Sigma, que ficava em cima de um rochedo voador. X enfrenta os ex-Maverick Hunters mais poderosos da época, que o desprezavam por ser um Hunter de nível B. X também encontrou várias cápsulas contendo partes de uma armadura criada por Dr. Light, especialmente para uma ocasião como esta. Não se sabe ao certo se o holograma que aparece nas cápsulas são mensagens gravadas ou uma forma de inteligência artificial. Após finalmente derrotar os seguidores de Sigma (Chill Penguin, Launch Octopus, Armored Armadillo, Spark Mandril, Flame Mammoth, Storm Eagle, Sting Chameleon e Boomer Kuwanger), X e Zero invadem a base dele, mas Zero acaba sendo derrotado por Vile. X tenta ajudar, mas não consegue fazer muito. Zero, em um momento de desespero, explode a armadura robótica de Vile, equilibrando a luta, mas ficando severamente danificado. Após a aparente destruição de Zero, X absorve a arma de Zero, a Z-Buster. Tendo uma das armas mais fortes, Zero X Buster. X destrói Vile e Zero diz a ele que ele pode derrotar Sigma, e morre. X enfrentou mais alguns robôs que guardavam a fortaleza e finalmente encontrou Sigma, que acabou sendo derrotado, para a surpresa de ambos. Mas a luta estava longe de acabar e Sigma ataca X com um poderoso novo corpo, chamado de Wolf Sigma, que também é eliminado por X, que escapa da base antes de ela cair na água e desaparecer.

### Mega Man X2
Seis meses se passaram e X se tornou líder dos Maverick Hunters. Dr. Cain deu a ele informações de que os últimos seguidores de Sigma estavam escondidos em uma fábrica abandonada de Mechaniloids (robôs incapazes de pensar). X acabou tendo que destruir um Mechaniloid gigante para escapar. Mal desconfiava ele que estava sendo observado por três Mavericks: Violen, Serges e Agile, os X-Hunters. X enfrentou mais 2 Mavericks que estavam sendo usados pelos X-Hunters para impedir de X de atrapalhá-los, mas após algumas vitórias de X, eles foram obrigados a se revelar e obrigar X a enfrentá-los, pois eles tinham as partes de Zero, embora não conseguissem ressuscitá-lo sem o Chip de Controle. X conseguiu derrotar os 6 Mavericks restantes e recuperar as partes de Zero. Dr. Cain descobriu que a base dos X-Hunters era localizada no Pólo Norte e enviou X até lá enquanto tentava consertar Zero. X destruiu os três X-Hunters, mas descobriu que eles estavam sendo usados por Sigma o tempo todo. Sigma apareceu com uma versão negra do Zero, porém o verdadeiro logo apareceu e destruiu a cópia (usando seu Z-Saber pela primeira vez). Sigma revela que Zero estava destinado a segui-lo, mas Zero decide enfrentá-lo. X parte atrás de Sigma e o derrota novamente. Antes de desaparecer, Sigma dá a entender que conhece Dr. Wily.

### Mega Man Xtreme
Mesmo assim a paz não durou muito e houve mais dois incidentes que foram relatados nos jogos Mega Man Xtreme e Mega Man Xtreme 2 para Game Boy Color (GBC). No primeiro jogo, dois Mavericks chamados Zain e Geemel sequestraram Techno e depois de fazer uma lavagem cerebral nele, o obrigaram a hackear o computador principal da base dos Hunters. Middy, o "gêmeo" de Techno ajudou os Maverick Hunters a derrotar os vilões, mas Techno acabou morrendo, pois teve que conectar o próprio cérebro ao computador.
Não se sabe ao certo se Zain e Geemel eram capangas de Sigma.

### Mega Man X3
Algum tempo mais tarde, um famoso cientista Reploid chamado Dr. Doppler inventou um Chip Neural que seria capaz de inibir completamente o comportamento Maverick de um Reploid. Em pouco tempo não havia mais Mavericks e os seguidores de Dr. Doppler construíram a Doppler Town, uma cidade pacífica onde eles viviam. Porém, os Reploids que supostamente haviam deixado de agir como Mavericks começaram a causar confusão, e X e Zero partiram para trazer Doppler à justiça. Algumas horas depois, um contato de emergência fez com que os dois Maverick Hunters voltassem à base que estava sob ataque. Depois de controlar a rebelião, X e Zero começaram a investigar a Doppler Town, e X derrotou alguns Mavericks que viviam lá. Isso fez com que Dr. Doppler mandasse Bit e Byte (no Japão conhecidos como Nightmare e Police), seus fieis ajudantes, atrás de X, assim como Vile, que havia sido reconstruído e queria vingança. X venceu todos eles e após acabar com todos os Mavericks de Doppler Town, invadiu o laboratório de Dr. Doppler. Dr. Cain descobriu que Dr. Doppler criou um poderoso corpo de batalha, mas que o próprio Dr. Doppler não poderia usá-lo, o que levou X e Zero a suspeitar que Sigma estivesse envolvido. Quando X encontrou Dr. Doppler, este o convidou para se juntar a ele no novo mundo que ele queria criar, mas X tratou de vencer, trazendo Dr. Doppler de volta a razão. X então lutou contra Sigma, que sendo derrotado mais uma vez decidiu possuir X, que fugiu mas ficou encurralado. Antes que Sigma pudesse fazer algo, Zero apareceu e usou um Antivírus criado por Dr. Doppler para deter Sigma.

### Mega Man Xtreme 2
No segundo jogo para GBC, vários Reploids perderam seus "DNA Souls", que foram roubados por Berkana, que queria aumentar seus poderes. X e Zero enfrentaram ela e seu ajudante Gareth com a ajuda de uma navegadora em treinamento, Iris.

### Mega Man X4
Novamente Sigma usou outros Reploids em seus planos, dessa vez contra a organização militar conhecida como Repliforce, que era controlada por General. Sigma enviou um Mechaniloid gigante para destruir a cidade flutuante Sky Lagoon. X e Zero chegaram tarde demais e Magma Dragoon, um Maverick Hunter da 14ª Unidade, informou a eles que já era tarde demais. Furiosos, os dois Maverick Hunters foram atrás do Mechaniloid e o destruíram. Colonel, que era um dos membros mais importantes da Repliforce, logo apareceu e os Maverick Hunters pediram que ele os acompanhasse até a base, mas tiveram o pedido negado. Por causa disso, toda a Repliforce foi acusada de ser uma organização Maverick. General então decidiu tornar a Repliforce independente, criando uma estação espacial chamada "Final Weapon". X e Zero tentaram impedir os planos de General, sendo ajudados por Double, um Maverick Hunter novato; e Iris, a irmã de Colonel, que pediu a Zero que não lutasse com seu irmão. Mesmo com vários membros da Repliforce derrotados, incluindo Magma Dragoon que traiu os Maverick Hunters, General conseguiu ir para o espaço. Zero tentou detê-lo mas teve que lutar com Colonel, que acabou morrendo. Isso deixou Iris triste e ela fugiu junto com a Repliforce. X e Zero invadiram a Final Weapon; X teve lutar com Double, que revelou ser um espião; assim como Zero teve que combater Iris, que usou o poder do seu irmão para virar um robô de guerra. Iris e Double acabaram mortos e os dois Maverick Hunters foram atrás do General, que decidiu lutar por seus ideais, mas acabou vencido. Para a surpresa de todos, a Final Weapon começou a funcionar mirando na Terra. X e Zero partiram para descobrir quem a estava controlando e tiveram que lutar contra Sigma. Embora tenham vencido, já era tarde demais para impedir o tiro. General pediu desculpas e usou o próprio corpo para parar a arma, morrendo no processo e explodindo a Final Weapon. X e Zero escapam em naves antes da explosão.

### Mega Man X5
Alguns meses depois, Sigma ataca novamente, dessa vez com um plano ainda mais perigoso. Ele contrata os serviços de Dynamo, um caçador de recompensa, que ataca a colônia espacial Eurasia, fazendo-a entrar em rota de colisão com a Terra. Enquanto isso o próprio Sigma aparece e X e Zero partem atrás dele. Sigma é derrotado, mas isso era tudo parte do seu plano, pois a destruição do seu corpo espalhou o vírus Sigma por todo o planeta. Os Maverick Hunters, com o auxílio de novos aliados, Alia (a navegadora), Douglas (o mecânico), Lifesaver (o Reploid de resgate) e Signas (o novo líder), pensam em alguma maneira de deter a colisão da colônia, decidindo usar o "Enigma", um gigantesco canhão laser. Para tanto, eles precisavam de equipamentos para melhorar o desempenho do Enigma, e X e Zero partiram para consegui-los, tendo que destruir antigos conhecidos que foram infectados pelo vírus Sigma. Mesmo com as melhoras, o Enigma falha e a única esperança é a Nave Espacial. Alguém deveria pilotá-la, pois o piloto automático não funcionava, fazendo com que ela colidisse com a colônia. Depois de conseguir mais equipamentos e enfrentar mais inimigos, Zero pilota a nave, que destrói a colônia, embora alguns destroços ainda caiam na Terra. Zero consegue escapar da explosão e, depois de voltar à Terra, é resgatado por Lifesaver. Quando todos achavam que tudo estava acabado, Alia descobre que o vírus da colônia se misturou com o da Terra, gerando o vírus Zero. X e Zero vão investigar o novo vírus encontrando alguns obstáculos, até que X reencontra Zero e pede a ele que volte para a base. Zero nega e a discussão leva os dois a se enfrentarem. A luta termina em um empate, pois os dois acabam desmaiando. Sigma então aproveita a chance para tentar matar X, mas é impedido por Zero. Sigma então convida Zero para enfrentá-lo. Após a batalha final contra Sigma, Zero acaba muito danificado, perdendo um braço e as pernas. X o encontra e tenta acordá-lo, mas ambos são atravessados por um raio disparado por Sigma. Zero então usa sua Z-Buster para destruir Sigma. X, embora tenha sido gravemente ferido, é salvo pelo holograma do Dr. Light, então ele herda o sabre de luz de Zero e continua lutando como Maverick Hunter. Esse era o final planejado por Inafune.

### Mega Man X6
Três semanas se passaram depois do incidente, e os Reploids mal conseguem trabalhar na restauração das cidades destruídas. Gate, um cientista Reploid, analisa o local onde caíram os destroços da colônia Eurasia e encontra um pedaço estranho de metal. Algum tempo depois, Gate aparenta ter virado um Maverick. X, adormecido na base é despertado por Alia, que avisa que um Mechaniloid está causando problemas. X é enviado para o local da colisão, onde encontra o Mechaniloid e consegue destruí-lo. Porém um Reploid roxo com a forma de Zero aparece e dá o golpe final no Mechaniloid. Logo em seguida aparece High Max, um Reploid misterioso, luta com X mas o Maverick Hunter não consegue causar nenhum dano em High Max, que vai embora. Depois disso, durante um pronunciamento, um Reploid chamado Isoc alerta a todos sobre o fenômeno "Pesadelo/Nightmare", capaz de tornar Reploids em Mavericks e que é causado por um "fantasma" de Zero, conhecido como "Nightmare Zero". Isoc pede que os Reploids do mundo todo ajudem os 8 investigadores que foram enviados para as áreas suspeitas. X também parte para essas áreas, salvando os Reploids inocentes e enfrentando os investigadores. X acaba enfrentando Nightmare Zero e o derrota.
Para sua felicidade, X descobre que Zero não morreu, apesar do estado em que tinha ficado no final do jogo anterior. Após voltar à base, Zero aceita ajudar X a enfrentar os investigadores. Zero acaba encontrando High Max e o derrotando, para a alegria de Isoc, que parece saber mais do que aparenta sobre Zero. Gate então revela a localização de seu laboratório, que é invadido por X e Zero. Após ter mais criações suas destruídas, Gate revela o que o ajudou a criar High Max e o Pesadelo, um pedaço do Zero, que ele havia encontrado nos destroços da colisão. High Max enfrenta os Maverick Hunters e é destruído, o que obriga Gate a usar o DNA de Zero em si mesmo, mas ele também é derrotado. Gate então revela que ele havia ressuscitado Sigma para uma situação como essa, mas o próprio Sigma mata Gate. Os Maverick Hunters percebem o corpo de Isoc imóvel no chão antes de enfrentarem Sigma, que parece não estar totalmente consciente. Após a vitória, Alia, Douglas e Signas se reúnem aos seus amigos. Zero questiona por que X havia trazido o corpo de Gate junto, e X diz que sabe o que é perder um amigo, entregando Gate para Alia. Estranhamente, Lifesaver não aparece nesse jogo, nem se sabe o que houve com ele. Dynamo volta tentando conseguir "Nightmare Souls" (almas de pesadelo) para ficar mais forte, embora não seja morto e nem faça mais nenhuma aparição na série.

### Mega Man X7
Mesmo com toda a destruição causada nesses incidentes, os Reploids conseguiram restaurar as cidades destruídas. Ao mesmo tempo, X decidiu que não queria mais lutar, tentando encontrar outras soluções. Infelizmente os crimes cometidos por Mavericks voltaram a crescer, e para preencher o vazio deixado por X, uma nova organização foi criada: "Red Alert Syndicate" (Sindicato Alerta Vermelho), comandada por Red. Um dos membros-chave era Axl, um Reploid com uma misteriosa habilidade de clonar Reploids a partir de seu DNA, uma habilidade muito apreciada por Red, que durante uma missão encontrou Sigma, que mostrou a Red como poderia aumentar os seus poderes a partir do DNA coletado por Axl. A Red Alert começou então a atacar Reploids inocentes, o que fez Axl deixar o grupo. Sigma exigiu que Red trouxesse Axl de volta, e então Red percebeu que tinha sido usado o tempo todo e negou-se, mas Sigma o obrigou controlando os outros membros do Red Alert e dizendo que eles só voltariam ao normal se Red obedecesse. Sem escolha, Red enviou um Mechaniloid e tropas atrás de Axl, que acabou encontrando Zero em sua fuga. Depois de destruírem o Mechaniloid, Axl foi levado à base dos Maverick Hunters, onde foi severamente repreendido por X. Red enviou uma mensagem desafiando os Maverick Hunters, e quem vencesse ficaria com Axl, que consegue convencer X a deixá-lo ajudar Zero, embora o próprio X ficou de fora da luta. Após algumas lutas e vários resgates de Reploids inocentes, X decide lutar também para acabar com o conflito. Após derrotarem a maioria dos membros do Red Alert, os três Maverick Hunters partem para "Crimson Palace", a base de Red, que é vencido e morre soterrado após a luta. Os Maverick Hunters então vão atrás do "Professor" mencionado por Red e descobrem ser Sigma, que é vencido novamente. Axl chama X e Zero para fugirem mas é barrado por Sigma, que apesar de enfraquecido, consegue lançar Axl longe com um soco. Sigma promete voltar com um novo corpo, e nesse momento Red aparece, atacando X e Zero. Sigma tenta absorver Red, mas então leva um tiro no queixo ao descobrir que era Axl copiando Red, mas o garoto é lançado contra uma parede e desmaia. Quando ele acorda ele diz a X que merece algum crédito pelo que fez, mas mesmo assim X nega o pedido de Axl para virar um Maverick Hunter, o que faz Axl decidir continuar enfrentando Mavericks até que X concedesse seu pedido. Douglas não aparece nesse jogo, nem se tem notícias dele.

### Mega Man X8
Após a derrota do Red Alert, uma nova geração de Reploids é criada, da qual Axl era apenas um protótipo. Essa geração contém "Copy Chips", capazes de copiar a forma de qualquer Reploid, e também imunes a qualquer tipo de vírus. Um desses Reploids, chamado Lumine, é escolhido para chefiar o projeto Jakob, criando um gigante elevador orbital para facilitar a conquista do espaço. Certo dia ocorre um acidente no elevador, e um dos carros é lançado no chão. X chega primeiro ao local e vê Sigma saindo de dentro do carro, e logo um exército de Sigmas aparece, e no meio deles está Lumine. X percebe que todos os Sigmas eram Reploids com Copy Chips. Lumine comenta que eles apreciavam a imunidade aos vírus e que mesmo copiar alguém como Sigma não causava nenhum problema. Alguns dias depois, Alia informa que um Mechaniloid está atacando o ponto "Galápagos", enviando X e Axl até lá. Vale perceber que X e Zero estão um pouco diferentes nesse jogo, mas quem mais mudou foi Alia e Axl, que finalmente se tornou um Maverick Hunter. Os dois logo se reúnem com Zero e destroem o tal Mechaniloid, apenas para se reencontrar com Vile, que trazia Lumine preso e desmaiado com ele. Vile então vai embora, deixando os Maverick Hunters confusos. Logo em seguida duas novas navegadoras são apresentadas, Layer (que parece ter uma "queda" por Zero) e Pallette (que cuida do laboratório). Os Maverick Hunters partem em várias missões enfrentando os Reploids da nova geração, e descobrem que nos Copy Chips há o DNA de Sigma. Após derrotarem os Mavericks, os Maverick Hunters recebem uma mensagem do próprio Sigma e então decidem ir atrás dele usando o elevador orbital Jakob. No topo dele eles enfrentam Vile, e então partem para uma base espacial, onde eles enfrentam Sigma, descobrindo que era apenas um Reploid copiando o vilão. Alia então detecta Mavericks na superfície da Lua, e os Hunters partem para lá na esperança de derrotar Sigma de uma vez por todas. O próprio Sigma se mostra muito poderoso e diz que pretende criar um novo mundo, como todo bom vilão megalomaníaco, e como era de se esperar acaba sendo derrotado. Nesse momento os Maverick Hunters encontram Lumine, que os ataca. Após ser vencido, Lumine revela que ele está apenas deixando a evolução seguir seu caminho e muda para uma forma muito mais poderosa. Após uma luta árdua, Lumine usa a "Paradise Lost", sua maior técnica para tentar derrotar os Maverick Hunters, mas falha. Após ser vencido, o corpo de Lumine começa a rachar e Axl se aproxima, somente para ser atingido por um tentáculo que sai de dentro de Lumine, exatamente no cristal em sua testa, deixando Axl inconsciente. X destrói Lumine com sua X-Buster e ele (carregando Axl desacordado) e Zero voltam para a Terra pelo elevador. Zero pensa que provavelmente esse foi o fim de Sigma, enquanto X se questiona se Lumine estava certo. O cristal de Axl emite um brilho estranho. O pouco que se sabe depois disso é que a produção de Reploids com Copy Chips parou após o incidente, mas retornou após alguns anos.

#### Continuidade da série X
O criador de Mega Man, Keiji Inafune, desenvolveu a série X até o Mega Man X5, dando como fim Zero morto e X continuando seu legado sozinho, o que seria o fim perfeito pois levaria direto ao início de Mega Man Zero (embora, por causa disso, Inafune resolveu mudar isso em Mega Man Zero 3, para não complicar o roteiro). Já a Capcom, resolveu continuar a série X no Mega Man X6, o que resultou em Mega Man X7 e Mega Man X8, deixando a história um tanto confusa. Pelo que se aparenta, ela irá resolver isso nos jogos Mega Man Maverick Hunter X (PlayStation Portable) que são remakes da série X para retirar os furos da história. Por fim, os remakes não venderam bem, o que torna o futuro da série X ainda incerto.

## Mega Man Zero
A transição entre a série X e a série Zero é cheia de guerras e violência. Não muito tempo depois do fim da série X, os humanos criaram criaturas chamadas de Cyber Elves, porém essas criaturas deixavam de funcionar logo após o primeiro uso.
Para resolver isso, foi criado um Cyber Elf extremamente poderoso, a Mother Elf, criada para ser um antivírus que pudesse destruir o Vírus Sigma. Como revelado na obra Mega Man Zero Official Complete Works, ela foi criada a partir dos dados de Vírus Maverick no corpo de Zero, como um "Programa de anticorpos Sigma" capaz de neutralizar o Vírus Maverick e o DNA de Sigma.
Após X usar a Mother Elf para destruir o vírus Sigma, o número de Mavericks virais diminuiu significativamente. Foi neste ponto que o cientista humano Dr. Weil, que enxergava os Reploids como meras máquinas sem vida, propõe o Projeto Elpizo: Um plano para controlar todos os Reploids, combinando as habilidades cibernéticas da Mother Elf com um Reploid criado para ser um governante perfeito. Apesar de X se opor a esta operação e a "filosofia de domínio" com a sua própria "filosofia de coexistência", o medo de uma guerra de longa duração resultou em aumento do apoio para o Projeto Elpizo.
Para promover sua própria agenda secreta de uma nova ordem mundial com ele como governante, Dr. Weil instigou as Elf Wars roubando a Mother Elf e corrompendo-a com uma "maldição" que a transformou em Dark Elf. Dr. Weil criou então os Baby Elves, cópias infantis da Dark Elf que ele usou para fazer Reploids se transformarem em Mavericks e lutarem uns contra os outros em grande escala, mergulhando o mundo no caos. Com total apoio do governo humano, Dr. Weil continuou o Projeto Elpizo e tentou exercer controle total sobre todos os Reploids do mundo, combinando a Dark Elf com o Reploid Omega. Omega foi construído a partir do corpo de Zero (que estava em coma na época) porque Dr. Weil acreditava que um corpo imune à infecção seria a arma perfeita para acabar com as Guerras Maverick.
Tem início, então, as Elf Wars. Milhares de humanos e reploids morrem nesta guerra, sendo que 60% da população humana e 90% da população reploid do planeta, incluindo muitos amigos e conhecidos de X e Zero, foram exterminados nesta guerra. X, que era um dos melhores Maverick Hunters, liderou a guerra contra a pandemia de Mavericks. X continuou a lutar na linha de frente contra os Mavericks e eliminou o mal dos Baby Elves, até que ele foi acompanhado por Zero. O cérebro de Zero (ou alma) não estava em seu corpo original, e a ele foi dado um novo corpo para ajudar na luta contra Dr. Weil. Juntos, X e Zero capturaram a Dark Elf e, eventualmente, usou seu poder para virar a maré da batalha. Quando a guerra chegou a sua reta final, Dr. Weil revelou Omega concluído no campo de batalha, revelando suas verdadeiras ambições de conquistar o mundo. Sob as ordens de Dr. Weil, Omega, apoiados por um exército de Mavericks, abateram incontáveis seres humanos e reploids. 
Depois de uma longa luta, X e Zero derrotam Omega com o golpe Final Strike e Dr. Weil foi detido bem antes que ele pudesse combinar Omega com a Dark Elf, pondo fim a quatro anos de conflito devastador.
Sem um líder, os Maverick Hunters logo se dissipam. Fora criada uma cidade onde os humanos pudessem viver em paz, a Elysium de X, mas com o nome de Neo Arcadia.
Omega e Dr. Weil conseguiram sobreviver à batalha final, o "Reploid Diabo" foi condenado ao exílio perpétuo em órbita da Terra dentro da Arca Proibida, enquanto Dr. Weil foi punido de forma ainda inédita semelhante: longe dos olhos do público, os sobreviventes humanos modificaram o corpo de Dr. Weil, transformando-o em um ciborgue protegido por uma armadura regenerativa. As memórias de Dr. Weil foram convertidas em dados de programa para ele nunca esquecer o que tinha feito, e ele foi banido, condenado a sofrer por toda a eternidade nos terrenos baldios da guerra. 
Apesar de Zero lutar bravamente nas guerras, ele temia que sua presença causasse a história se repetir e voluntariamente voltou ao coma. X mudou-se para criar a cidade de Neo Arcadia para finalmente trazer a paz e a estabilidade para os sobreviventes. Todos os registros existentes das Elf Wars e os crimes cometidos pelo Dr. Weil acabaram sendo descartados em locais como a Biblioteca Sunken, a fim de proteger a reputação do governo da utopia pró-humana. Décadas depois, o povo de Neo Arcadia esqueceria Dr. Weil e seu pecado, e X continuou a governar Neo Arcadia, até o dia em que ele foi forçado a sacrificar seu próprio corpo para manter a Dark Elf selada em Yggdrasil, temendo uma nova guerra.
Na mesma época, uma jovem cientista humana, Ciel, resolve construir um substituto para X, nascendo o Copy X.
Porém, algo dá errado e Copy X se mostra bem diferente do X original. Ele, usando a força para manter a paz, força os 4 Guardiões de Neo Arcadia a obedecê-lo, mesmo não sendo o X original. Harpuia, Leviathan, Fefnir e Phantom (que são feitos a partir dos dados de DNA do X original).
Ciel foge de Neo Arcadia, junto com um grupo de Reploids, e monta uma organização para combater Copy X, que estava acusando diversos reploids de serem Mavericks e destruindo-os.
Mas as coisas não estão fáceis para Ciel, que tem que recorrer a uma lenda no fundo de um laboratório abandonado, um lugar desolado, onde dorme o Reploid Lendário, Zero. Ciel encontra e desperta Zero. Ele ajuda ela, mais para recuperar as lembranças perdidas do que lutar contra Neo Arcadia. Durante a fuga do laboratório, Zero se depara com um Golem. Parecia que a vitória era impossível, mas uma voz misteriosa (que na realidade é a de X) entrega a Zero uma arma, o Z-Saber. Zero então facilmente destrói o Golem e salva Ciel.
Logo após esse primeiro conflito, Zero decide ajudar a Resistência, e cumpre diversas missões. Zero enfrenta os 4 guardiões durante algumas missões, e finalmente ele tem que invadir Neo Arcadia, e enfrentar o próprio Copy X. Zero novamente enfrenta os guardiões, com Phantom se sacrificando. Zero consegue derrotar Copy X ao final, que se transforma em 2 formas: Angel X e Seraph X. Mas ainda assim, a luta contra os opressores de reploids continua. Zero se perde em um deserto, após a autodestruição de Copy X.

### Mega Man Zero 2
Um ano depois, Harpuia, líder dos quatro guardiões, se torna o novo líder de Neo Arcadia. Harpuia encontra Zero no deserto e o leva para a Base da Resistência. Zero, que seguira seu próprio caminho após a luta contra Copy X, se encontra novamente com Ciel. A Resistência está mais organizada agora. O novo líder, Elpizo, se mostra bastante competente na luta contra Neo Arcadia.
Ciel agora procura uma nova fonte de energia, para tentar resolver o conflito com Neo Arcadia, tentando trocar a nova tecnologia pela paz. Mas, para tanto, é preciso encontrar Mother Elf, que desde o fim das Elf Wars desaparecera.
Depois de diversas missões, Zero descobre que Elpizo estava querendo encontrar a Mother Elf e fundi-la em si, para se tornar mais poderoso. É então iniciada a segunda invasão a Neo Arcadia. Elpizo, controlado por Mother Elf, quer chegar até o corpo do verdadeiro X e destrui-lo. É revelado então que Mother Elf fora corrompida por Dr. Weil e passa a se chamar de Dark Elf.
Por maior que fosse o esforço de Zero, ele não consegue impedir a destruição do corpo original de X. Depois de acabar com Elpizo, a Dark Elf escapa, deixando para trás os 2 Baby Elves. X aparece como um Cyber Elf na frente de Zero. Embora com poder limitado, X tentará ajudar Zero futuramente.

### Mega Man Zero 3
Elpizo havia libertado a Dark Elf do corpo de X e destruiu o corpo de X para que não mais ela pudesse ser presa, pois estava sob o domínio da mesma. Zero derrota Elpizo que percebe o erro que fez no último minuto. Dr. Weil havia caído na Terra de volta mas ninguém havia percebido. Enquanto isso, Zero e Ciel ainda buscavam pela Dark Elf. Sua busca por ela havia levado-os a um local gelado onde viram a nave de Dr. Weil (até então eles não sabiam quem era Dr. Weil). Dr. Weil liberta Omega (que mais tarde descobre-se ser o corpo original de Zero) dizendo estar querendo ajudar na crise de energia do planeta. E eis que daí começa o jogo mesmo.
Zero continua a ajudar a Resistência e, em uma investigação a uma nave que colidiu com a Terra, Zero se depara com um de seus maiores desafios: Omega. Após uma curta batalha, Dr. Weil aparece, assim como Copy X, que foi reconstruído por Weil.
Ciel, que manteve os 2 Baby Elves (cujos nomes são Clie e Plie [ou Crea e Prea], dados a eles por Allouette), começa a estudá-los em busca da nova fonte de energia. Porém, eles fogem, chamados pela Mãe, a Dark Elf. Zero tem que enfrentá-los. Na primeira batalha, a Dark Elf aparece, mas Omega também. Este, então, absorve mais uma vez a Dark Elf. Harpuia, numa tentativa desesperada, tenta destruir Omega, mas seu esforço é em vão.
Na segunda batalha contra Clie e Plie, Zero se vê obrigado a destrui-los. Então, Zero vai atrás de Omega em Neo Arcadia. Omega se mostra um oponente a altura de Zero, mas ainda assim cai diante do herói.
Por fim, Zero cai no lugar onde tudo começou: o laboratório abandonado onde Ciel o despertara há não muito tempo. Com os pedaços de Omega por toda parte, Dr. Weil diz que os poderes dele são fantásticos para uma cópia. Uma luz cobre a cabeça de Omega e a sombra de alguém aparece ali. Dr. Weil então faz uma grande revelação: Zero é apenas uma cópia, não o verdadeiro Zero.
Zero então se depara com seu maior desafio, ele mesmo. O original se mostra muito mais capaz do que a cópia. Mas esta leva a melhor. Dark Elf surge e tenta reanimar o Zero Original, entretanto, Harpuia, Fefnir e Leviathan atacam o Original. Dr. Weil ordena à Dark Elf que destrua todos, porém ela resiste, começando a desfazer da corrupção causada nela por Dr. Weil. Porém, Omega se reativa no jogo Mega Man ZX, mas é destruído por Vent/Aile.
Elf X aparece e explica que Zero pode ter um corpo que é apenas uma cópia, mas a mente é a do verdadeiro Zero. Também diz que ele e Zero derrotaram aquele mesmo Omega um século atrás. Zero então decide acabar com o corpo original, Dr. Weil tenta intervir perguntando se Zero não tem nenhuma ligação com o corpo original, todavia, Zero ainda assim destrói seu corpo original.
Elf X então se sacrifica para salvar Zero, usando a pouca energia que lhe restava. X pede para que Zero proteja os humanos e os reploids igualmente, já que a ameaça de Dr. Weil não chegou ao fim. Zero acorda no topo da Base da Resistência. Mother Elf, totalmente purificada da corrupção de Dr. Weil, aparece. Zero e Ciel deixam Mother Elf aproveitar a liberdade, agora que não pode causar mais estragos. Não se sabe se Elf X morreu mesmo depois do sacrifício.

### Mega Man Zero 4
Depois da derrota de Omega e da destruição da Dark Elf, Zero e Ciel continuaram sua luta contra Neo Arcadia e agora possuíam uma base móvel. Neo Arcadia agora se tornara muito insegura para os humanos. Dr. Weil dominou completamente a cidade e começou a usar os Reploids para reprimir a população humana, fazendo-os se sentirem inseguros, e todos culpam Zero. Alguns humanos resolvem se refugiar em outro lugar: um lugar que fora uma zona completamente destruída a apenas um século atrás, a Area Zero, onde a colônia espacial Eurasia havia caído. Ali começou a ter vida e ficou habitável para humanos. Mas Dr. Weil, que ainda estava vivo, tentou bloquear o acesso desses humanos a essa área mandando um ataque ao comboio que seguia para lá. Zero e Ciel interceptaram esse ataque mas Weil não sossegou e continuou tentando destruir esses humanos para provar que fora de Neo Arcadia a vida dos humanos não poderia continuar. Zero descobre qual o plano de Dr. Weil. O cientista está tentando reativar a colônia espacial Ragnarok, que possui um canhão capaz de destruir a Area Zero. Zero então enfrenta sua última batalha, no topo da colônia, destruindo completamente Dr. Weil. Não obstante, em consequência, Ragnarok inteira cai sobre a Terra, não sobrando nada de Zero (a não ser seu capacete).

## Mega Man ZX
Mega Man ZX se passa alguns séculos após os acontecimentos de Mega Man Zero. Com o sacrifício de Zero, o mundo foi salvo dos planos do Dr. Weil. Ciel conseguiu fazer com que os humanos e os reploids vivessem em harmonia, sem mais lutas e guerras. Antigas ruínas são constantemente escavadas e os arqueólogos encontram um artefato conhecido como "Biometal", que tem os registros das batalhas, histórias e vida de antigos guerreiros.
Porém, alguns reploids começam a agir estranhamente, ficam violentos, agressivos, atacam quem estiver em sua frente: os Mavericks haviam ressurgido. Os humanos e os reploids que não foram afetados tiveram uma única saída: construíram um tipo de "cidade fortaleza", que é chamada de Innerpeace, para prevenir a entrada dos Mavericks, que ficam na zona de fora, chamada de "Outer".
Vent e Aile são dois jovens que trabalham na empresa Girouette Express, uma empresa de entregas que circula por toda a "Inner". Porém, certa vez eles se veem obrigados a sair para a zona "Outer" para cumprir seu trabalho, e é nessa hora que eles são atacados pelos Mavericks.
Giro (apelido de Girouette) é o gerente e dono da Girouette Express, ele empregou Vent e Aile para ajudá-lo. Ele possui o Modelo Z, que faz com que ele se transforme na nova versão do Zero.
Além dos Modelos Z e X, existem também os biometais dos 4 Guardiões do Mestre X, que são adquiridos pelo jogador futuramente - Modelos HX, FX, LX e PX.

### Mega Man ZX Advent
A história de Mega Man ZX Advent ocorre 4 anos e 8 meses após os acontecimentos do primeiro jogo (Mega Man ZX). A Federação do Governo, Legião, foi estabelecida como uma organização que ajuda a apagar a linha entre humanos e reploids. Tudo começa com Grey, que é um jovem Reploid, congelado em estado criogênico que estava em um laboratório abandonado. Ele foi acordado pelos Maverick Hunters, depois, atacado por Pandora que afirma que ele é "defeituoso". Depois disso, Grey se une aos caçadores na esperança de descobrir a verdade sobre sua identidade e seu passado. Ashe é uma jovem humana, que é uma integrante da Hunter's Guild, neste jogo a Biometal é conhecida como Modelo A e em meio a um ataque, se funde com Grey/Ashe. Dotados com este poder, Grey/Ashe são alistados pelo Sage Trinity para parar vários ataques e investigar o misterioso Modelo W, em referência ao Dr. Weil da série Mega Man Zero.

## Mega Man Legends (jogo eletrônico)
Num futuro distante, os seres humanos convivem com máquinas inteligentes; o planeta Terra encontra-se coberto quase inteiramente por água e as pessoas vivem em pequenas ilhas distantes umas das outras. Para satisfazer a demanda crescente de energia das máquinas, a mesma é adquirida por meio da tecnologia dos Quantum Refractors (refratores) mantidos em ruínas submersas da antiga civilização que habitou o planeta. Estas ruínas são habitadas por Reaverbots, robôs misteriosos que guardam os refratores. Os exploradores de ruínas são chamados escavadores (em inglês, Diggers) e procuram por estes cristais com o objetivo de manter as cidades alimentadas por energia e, para chegar às ruínas, eles lançam mão de veículos voadores gigantes.
Mega Man Legends está dividido em 3 jogos: The Misadventures of Tron Bonne (Tron ni Kobun), Mega Man Legends (Rockman Dash, no original) e Mega Man Legends 2 (Rockman Dash 2, no original). O Mega Man deste jogo é um ciborgue que utiliza uma armadura similar à usada pelas versões anteriores do robô azul.
Os três jogos da série foram lançados para o PlayStation, sendo que Mega Man Legends também foi lançado para Nintendo 64 sob o nome de Mega Man 64. Este, mais atualmente, também foi lançado para o Sony PSP apenas no Japão.
Mega Man Legends é o segundo jogo em 3D da franquia Mega Man.

## Outras mídias

### Televisão
- A primeira aparição de Mega Man em uma animação foi na série animada Capitão N, onde ele tinha aparições regulares.

Os fãs de Mega Man hoje irão notar que o personagem era totalmente descaracterizado. Por exemplo, a armadura de Mega Man em Capitão N era verde. Ele era baixinho e colocava a palavra "mega" na frente das palavras ("Tanto mega açúcar não faz bem a você", Kid Icarus). Alimentava-se aparentemente de células de energia que caíam de inimigos destruídos. Foi fabricado por Dr. Light, que também era um pouco diferente dos jogos. Também havia a Mega Girl (não confundir com Roll). O maior desejo de Mega Man era se tornar humano. Houve um episódio que Mega Man e Mega Girl conseguiram tornar-se humanos ao passar por uma prova.
- Em 1995, Mega Man ganhou sua própria série, produzida pela Ruby Spears e exibida no Brasil pelo SBT por volta de 1998.

- MegaMan NT Warrior (Rockman EXE, no original) é uma série de anime de 2001 a 2006 que conta a história de Lan Hikari (Hikari Netto, no original), um rapaz que vive em um futuro onde todos têm PETs (Personal Electronic Terminal - Terminais Eletrônicos Pessoais) com NetNavis usados para se fazer inúmeras atividades, estando toda a economia desta sociedade ligada à "rede" (como a internet) funcionando como um "Mundo alternativo", e os programas nele criados possuem uma alta inteligência artificial. O NetNavi de Lan é o MegaMan, que o ajuda a se livrar de várias enrascadas.

A primeira temporada do anime mostra as tentativas da organização terrorista: Mundo 3 (World 3 - WWW), de dominar a rede. Esta temporada acaba com o sacrifício de Mega Man.
Na segunda temporada, Lan e seus amigos restauram o programa de Mega Man e criam Pharaoh Man. Logo em seguida é introduzida a NetCity, o lugar ideal para os NetNavis conviverem uns com os outros.
Bass aparece pela primeira vez em NetCity, como um NetNavi misterioso. A Tumba (Gospel/Treble no original) se mostra o novo inimigo de Lan e MegaMan.
Vale lembrar que MegaMan NT Warrior contém vários cortes e edições em relação a versão japonesa, ocorrendo mudanças que contradizem até mesmo o jogo original.
- Mega Man: Fully Charged produzida pela Dentsu Entertainment e desenvolvido pelo estúdio Man of Action lançada em 5 de agosto de 2018, juntamente com o 30º aniversário da franquia.[5] No Brasil, a série estreou em março de 2020 no canal por assinatura Gloob com o título Mega Man: Potência Máxima.

### Home-vídeo
Mega Man: Upon a Star conhecido no Japão como Rockman: Hoshi ni Negai o (ロックマン星に願いを?, "Rockman: Desejo em uma estrela") é uma animação original para vídeo (OVA), produzida por Ashi Productions (que também trabalhou mais tarde nos Mega Man dos desenhos animados americanos em 1994). Criado em 1993, a série foi apresentada pelo Japão Center for Intercultural Communications. O OVA é visto como uma série de curtas educacionais sobre a cultura do Japão. O primeiro episódio foi dublado em inglês pouco depois, mas o restante apenas em 2002, sendo disponibilizado para o público em 2005 através de VHS e DVD, distribuídos pela ADV Films.

### Histórias em quadrinhos
Mega Man também foi destaque em muitos quadrinhos e mangás no Japão, embora poucos tenham sido localizados na América do Norte.

A série mais conhecida é produzida por Hitoshi Ariga (que passou a fornecer designs de personagens e artes para futuros lançamentos oficiais da Capcom, incluindo o jogo Mega Man & Bass para Super Nintendo). A série começou com Rockman Remix, seguida por Rockman Megamix, e atualmente está sendo publicada como Rockman Gigamix. A parte Megamix da série acabaria sendo trazida para a América do Norte graças à UDON Entertainment Corporation, responsável também pela localização do curta mangá Man Man ZX, de Shin Ogino. Na série original de Mega Man, Dr. Light era conhecido como Dr. Right, muitos de seus robôs apresentados nos quadrinhos de Ariga têm "R" em seus designs. A UDON não alterou esse detalhe na versão em inglês do "Mega Man Megamix".
Além disso, a Viz Media localizou o mangá Rockman EXE de 13 volumes de Ryo Takamisaki sob o nome Mega Man NT Warrior. A série também foi publicada no Brasil com mesmo título pela Conrad Editora. Takamisaki mais tarde publicou uma adaptação curta de Mega Man Star Force 3 que nunca foi publicada fora do Japão.
A Dreamwave Productions e a editora brasileira Magnum (mesma editora da revista Animax) criaram suas próprias histórias em quadrinhos baseadas na série de jogos clássicos. A série brasileira Novas Aventuras de Mega Man foi originalmente publicada e vendida no Brasil entre 1996 e 1997 e atraiu certas críticas por apresentar histórias bizarramente alteradas (com personagens de várias partes aparecendo ao acaso, assim como insinuações eróticas e sexuais no relacionamento de Mega Man e X com Roll), bem como por frequentes nudez envolvendo Roll e uma personagem original chamada Princesa, que tentou assumir o status de personagem principal dos quadrinhos; a série teve seu fim repentino em um cliffhanger. A série foi ilustrada por Érica Awano, Daniel HDR, Eduardo Francisco, e outros.
A série Dreamwave durou apenas 4 edições e também terminou abruptamente, com os enredos dos 3 primeiros assuntos sendo descartados completamente na edição final e a inclusão de um conto prometendo um acompanhamento do Mega Man X que nunca se concretizou. Este foi um dos vários quadrinhos da Capcom pela editora que foram encurtados ou simplesmente nunca chegaram à edição 1, incluindo Maximo, Darkstalkers e Rival Schools.
Em 2011, a franquia passou a ser publicada pela Archie Comics, a editora até mesmo publicou um crossover com Sonic the Hedgehog da Sega.

### RPG de mesa
Em 1999, a revista brasileira de RPG de mesa Dragão Brasil Especial #14 publicou uma adaptação para 3D&T por Marcelo Cassaro e João Paulo Nogueira.